# トーキョープラズマボーイズ
『トーキョープラズマボーイズ』は、2002年4月15日から同年9月16日までフジテレビの深夜番組放送枠『NEW GENERATION』で放送されたバラエティ番組。

## 出演者
- ビビる大木
- 品川庄司
- ホーム・チーム
- パラシュート部隊
- 綾部祐二 - この番組でテレビデビュー。当時はピン芸人で、ピースを結成したのは番組の終了から1年以上後である。

## スタッフ
- 企画：吉田正樹
- 構成：内村宏幸、榊暁彦、酒井健作、平松政俊、後藤高志、田中大祐
- 振り付け：三浦亨
- 美術制作：行武直高
- デザイン：深井誠之
- 美術進行：林勇
- 大道具：中山寛之
- 装飾：太田博之
- 持道具：網野高久
- 衣裳：寺田泉
- メイク：久保田裕子
- かつら：川田明子
- 視覚効果：柳館彰一
- 電飾：宇塚敏明
- アクリル装飾：児玉希生
- マルチ：インターナショナルクリエイティブ
- SW：小川利行
- カメラ：宮崎健司
- 映像：塚本修
- 音声：篠良一
- 照明：穴田健二
- 編集：清野和敬
- MA：石川英男
- 音響効果：J-WORKS
- TK：菅原洋子
- 音楽協力：向井達也
- ディレクター：松井信樹、木村剛
- 監修：北村要
- 演出：有川崇
- プロデューサー：宮道治朗、朝妻一
- 技術協力：ニユーテレス、FLT、IMAGICA
- 制作：フジテレビ制作センター（現・フジテレビバラエティ制作センター）
- 制作著作：フジテレビ

## 放送リスト
| 回 | 放送日        | 放送時間      | 放送内容・参加メンバー                     | ゲスト |
| -- | ------------- | ------------- | ------------------------------------------ | ------ |
| 1  | 2002年4月15日 | 24:58 - 25:58 | 番組出演者と親交を深める                   |        |
| 2  | 2002年5月27日 | 24:58 - 25:58 | 旗揚げライブのリハーサル・旗揚げライブ本番 |        |
| 3  | 2002年6月24日 | 24:58 - 25:58 |                                            |        |

| スタブアイコン | サブスタブ | この項目は、まだ閲覧者の調べものの参照としては役立たない、テレビ番組に関連した書きかけの項目です。この項目を加筆・訂正などしてくださる協力者を求めています（P:テレビ/PJ:放送または配信の番組）。 |